# Vienen
«Vienen» (с исп.  — «Они идут») — 18-й эпизод 8-го сезона сериала «Секретные материалы». Премьера состоялась 29 апреля 2001 года на телеканале FOX. Эпизод позволяет более подробно раскрыть так называемую «мифологию сериала», заданную в пилотной серии.
Режиссёр — Род Харди, автор сценария — Стивен Маэда, приглашённые звёзды — Митч Пиледжи, Джеймс Пикенс-мл., Кейси Биггс, Грегори Норман Круз, Майк Коннор Гейни, Ли Реерман, Мигель Сэндовал, Луис Виллалта, Стив Уилкокс.
В США серия получила рейтинг домохозяйств Нильсена, равный 7,4, который означает, что в день выхода серию посмотрели 11,8 миллионов человек.
Главные герои серии — Дана Скалли (Джиллиан Андерсон), её новый напарник Джон Доггетт (Роберт Патрик) и её бывший напарник Фокс Малдер (Дэвид Духовны), агенты ФБР, расследующие сложно поддающиеся научному объяснению преступления, называемые Секретными материалами.

## Сюжет
Малдер, игнорируя приказ держаться подальше от Секретных материалов, прибывает на нефтяную вышку на карантине вместе с агентом Доггеттом. Вскоре они обнаруживают, что вся платформа заражена черным раком, инопланетным вирусом, обнаруженным Малдером и Скалли несколько лет назад. Несмотря на взаимную неприязнь, оба агента объединяются и сбегают с платформы прежде, чем зараженный персонал поймает и убьет их.